# Fratin
Fratin est un village de la commune belge d'Étalle, section de Sainte-Marie-sur-Semois, situé en Région wallonne dans la province de Luxembourg.
Il est bordé au sud-est par la route nationale 87 reliant la frontière française à Lamorteau et Parette (Attert), près de la frontière luxembourgeoise.
C'est à Fratin qu'est né Francis André, l'un des représentants les plus significatifs de ce que l'on a appelé la littérature prolétarienne.